# سوتلانا تیخانوفسکایا
سوتلانا تیخانوفسکایا (بلاروسی: Святла́на Гео́ргіеўна Ціхано́ўская؛ زادهٔ ۱۱ سپتامبر ۱۹۸۲ در میکاشویچی) آموزگار، مترجم، سیاستمدار اهل بلاروس است. وی از سال ۲۰۲۰ میلادی تاکنون مشغول فعالیت بوده‌است.

## زندگی
تیخانوفسکایا متولد و بزرگ شده میکاشویچی، شهری در منطقه بریست در جنوب غربی بلاروس است. او در رشته زبان‌های خارجی تحصیل کرده و به عنوان مترجم مشغول کار بوده که با همسرش سرگئی [سیارهی] تیخانوفسکی آشنا شده‌است. او مادر دو فرزند و خانه‌دار است. شوهر او وبلاگ ویدئویی خود را اوایل سال ۲۰۱۹ شروع کرد و سفرهای داخلی زیادی در بلاروس داشت. سوتلانا تیخانوفسکایا که در این سفرها او را همراهی کرده بود.

## انتخابات ریاست‌جمهوری ۲۰۲۰
همسر سوتلانا تیخانوفسکایا مهمترین رقیب الکساندر لوکاشنکو برای انتخابات ریاست‌جمهوری ۲۰۲۰ بلاروس بود. پس از آنکه سرگئی تیخانوفسکی پیش از انتخابات به زندان افتاد سوتلانا تیخانوفسکایا به جای وی برای رقابت با الکساندر لوکاشنکو در این انتخابات شرکت کرد. اما بازنده این انتخابات شد. به دنبال اعلام نتیجه، مردم برای اعتراض به خیابان‌ها ریختند. در ۱۱ اوت ۲۰۲۰ سوتلانا تیخانوفسکایا به خاطر حفظ جان فرزندانش به لیتوانی گریخت.